# المجمع الصناعي أيبك أباد (مشهد ميقان)
المجمع الصناعي أیبك أباد (بالإنجليزية: Eybakabad Industrial Estate)‏ هي منطقة سكنية تقع في إيران في قسم مشهد میقان الريفي. يقدر عدد سكانها بـ 5 نسمة .